# Pentamyzus graminis
Pentamyzus graminis är en insektsart som beskrevs av Hille Ris Lambers 1966. Pentamyzus graminis ingår i släktet Pentamyzus och familjen långrörsbladlöss. Inga underarter finns listade i Catalogue of Life.